# Кюльхан
Кюльха́н (монг. Хүлгэн) — монгольский военачальник, сын Чингисхана от второй жены, меркитки Хулан.

## Биография
Несмотря на то, что среди детей Чингисхана наибольшим авторитетом пользовались рождённые от его старшей жены Бортэ, Кюльхан имел равные права наравне с Джучи, Чагатаем, Угэдэем и Толуем. Ещё при жизни отца Кюльхан получил под командование 4 тысячи человек, в числе которых Рашид ад-Дин упоминал видного полководца Чингисхана Хубилая.
Погиб во время битвы у Коломны в 1238 году. Был единственным чингизидом, убитым в ходе завоевания Руси и вообще походов Орды эпохи завоеваний.
У Кюльхана было четыре сына, старшего из которых звали Куча. Правнук Кюльхана Эбуген, по-видимому, принял участие в мятеже против Хубилай-хана и был казнён.

## В культуре
Кюльхан стал одним из персонажей романов Василия Яна («Батый») и Исая Калашникова («Жестокий век»).